# Bessines-sur-Gartempe
Bessines-sur-Gartempe è un comune francese di 2 895 abitanti situato nel dipartimento dell'Alta Vienne nella regione della Nuova Aquitania.

## Società

### Evoluzione demografica
Abitanti censiti